# Вязовка (приток Терсы)
Вязовка — небольшая река в Еланском районе Волгоградской области России, левый приток Терсы. Длина реки — 63 км, площадь водосборного бассейна — 551 км². Относится к бассейну Дона.
Ширина водоохранной зоны составляет 200 метров.
Вязовка берёт начало на границе с Саратовской областью, севернее хутора Хвощинка. Имеет только один приток, левый, на 45 км от устья — река Егоровка.

## Этимология
Название реки происходит, вероятно, от слова «вязнуть», «вязь», то есть болото, топкое место. Так, мелкие родники по берегам реки образуют топкие места, что затрудняет подход к воде:80. В Волгоградской области название «Вязовка» связано, как правило, не с деревом вяз, которое в местных диалектах обычно называется карагач, караич и т. д., а с производными глагола вязнуть.:76. Несмотря на тот факт, что вязы по берегам Вязовки никогда не росли, большинство исследователей (И. Г. Долгачев, Б. Лащилин и др.) связывают название реки с вязами:80.

## Населённые пункты
От истока к устью:
- хутор Хвощинка
- хутор Щелоковка
- село Морец
- село Вязовка

## Топографические карты
- Лист карты M-38-29. Масштаб: 1 : 100 000. Состояние местности на 1987 год. Издание 1989 г.
- Лист карты M-38-28. Масштаб: 1 : 100 000. Состояние местности на 1987 год. Издание 1989 г.
- Лист карты M-38-40 Елань. Масштаб: 1 : 100 000. Состояние местности на 1987 год. Издание 1990 г.